# Lingannanahalli, Jagalur
Lingannanahalli là một làng thuộc tehsil Jagalur, huyện Davanagere, bang Karnataka, Ấn Độ.